# Sandi Ogrinec
Sandi Ogrinec (* 5. Juni 1998) ist ein slowenischer Fußballspieler.

## Karriere

### Verein
Ogrinec begann seine Karriere beim NK Bravo. Im Januar 2015 wechselte er in die Jugend des NK Maribor. Im Mai 2016 debütierte er am letzten Spieltag der Saison 2015/16 gegen den ND Gorica für die Profis von Maribor in der 1. SNL. In der Saison 2016/17 kam er zu sechs Einsätzen in der höchsten slowenischen Spielklasse, mit Maribor wurde er zu Saisonende Meister. Nach zwei Einsätzen bis zur Winterpause 2017/18 wurde er im Januar 2018 innerhalb der Liga an den NK Krško verliehen. Bis Saisonende absolvierte er für den Klub neun Partien. Zur Saison 2018/19 wurde die Leihe um eine weitere Spielzeit verlängert, bis zum Ende seiner Zeit in Krško kam er zu weiteren 20 Einsätzen, mit Krško stieg er zu Saisonende allerdings aus der 1. SNL ab.
Nach dem Ende der Leihe kehrte Ogrinec zur Saison 2019/20 nach Maribor zurück. Dort spielte er jedoch weiterhin keine große Rolle und kam bis zur Winterpause dreimal zum Einsatz. Im Januar 2020 wechselte er innerhalb der Liga zum NK Bravo, bei dem er einst seine Karriere begonnen hatte. Bis zum Ende der Spielzeit absolvierte er für den Hauptstadtklub 15 Partien, in denen er zweimal traf. In der Saison 2020/21 kam er zu 29 Einsätzen. In der Saison 2021/22 kam er bis zur Winterpause 19 Mal zum Einsatz, ehe er Bravo nach zwei Jahren mit seinem Vertragsende Ende Dezember 2021 verließ.
Daraufhin wechselte der Mittelfeldspieler im Januar 2022 zum österreichischen Bundesligisten WSG Tirol. In zweieinhalb Jahren kam er zu 56 Einsätzen in der Bundesliga. Nach der Saison 2023/24 verließ er die WSG.
Im September 2024 wechselte Ogrinec anschließend nach Bosnien und Herzegowina zum FK Borac Banja Luka.

### Nationalmannschaft
Ogrinec spielte im September 2013 erstmals für eine slowenische Jugendnationalauswahl. Insgesamt kam er zu 61 Einsätzen für slowenische U-Nationalmannschaften. Mit der U-17-Auswahl nahm er 2015 an der EM teil. Während des Turniers kam er in allen drei Partien der Slowenen zum Einsatz, die punktelos in der Gruppenphase ausschieden. Auch mit der U-21 nahm er 2021 an der Heim-EM teil, bei der Ogrinec eine Partie absolvieren durfte. Erneut schied er mit Slowenien aber in der Vorrunde aus.